# スーパーグループ (服飾企業)
公開有限会社スーパードライ（英：Superdry plc）は、「Superdry 極度乾燥（しなさい）」ブランドで知られる英国・イングランドの服飾企業。旧社名はスーパーグループ（英：SuperGroup plc）。「極度乾燥」製品は、米国のビンテージ生地と日本に触発されたデザイン、英国テーラーの三すくみを組み合わせた製品である。ロンドン証券取引所に上場するFTSE250種総合株価指数の算出銘柄である。
1985年にジュリアン・ダンカートンが屋号「Cult Clothing」で創業、1990年代はオックスフォードやケンブリッジ、エディンバラ、ベルファストなど英国の大学都市に出店し、2004年、ロンドン市コベントガーデンに「Superdry 極度乾燥（しなさい）」ブランドで店を出した。特に活発な広告宣伝活動を行なうことなく、2007年から2009年中頃にかけて販売したブラッド革のジャケットをサッカー選手のデヴィッド・ベッカムが着用したこともあり、7万着を売り上げた。
上場は2010年。同年ダンカートンはサンデー・タイムズ・リッチ・リスト（長者番付）入りし、その資産額は180百万英ポンドと言われる。2012年2月、同社は警告を発して出店計画を見直し、株価は18％下落した。
2008年に極度乾燥ブランドは全国展開し、英国国内の主要都市、こと学園都市に展開された。2012年現在、極度乾燥ブランドは欧州、北米、南米、中東、豪州、アジアの40か国に展開している。一方でブランドのきっかけとなった日本では商標の関係から商品展開を行っておらず、公式サイトについても日本国内のIPからアクセスできない状態となっていたが、2023年現在、日本国内からでも公式通販を通しての購入が可能。
2018年1月8日、社名をSuperGroup plcからSuperdry plcに変更した。

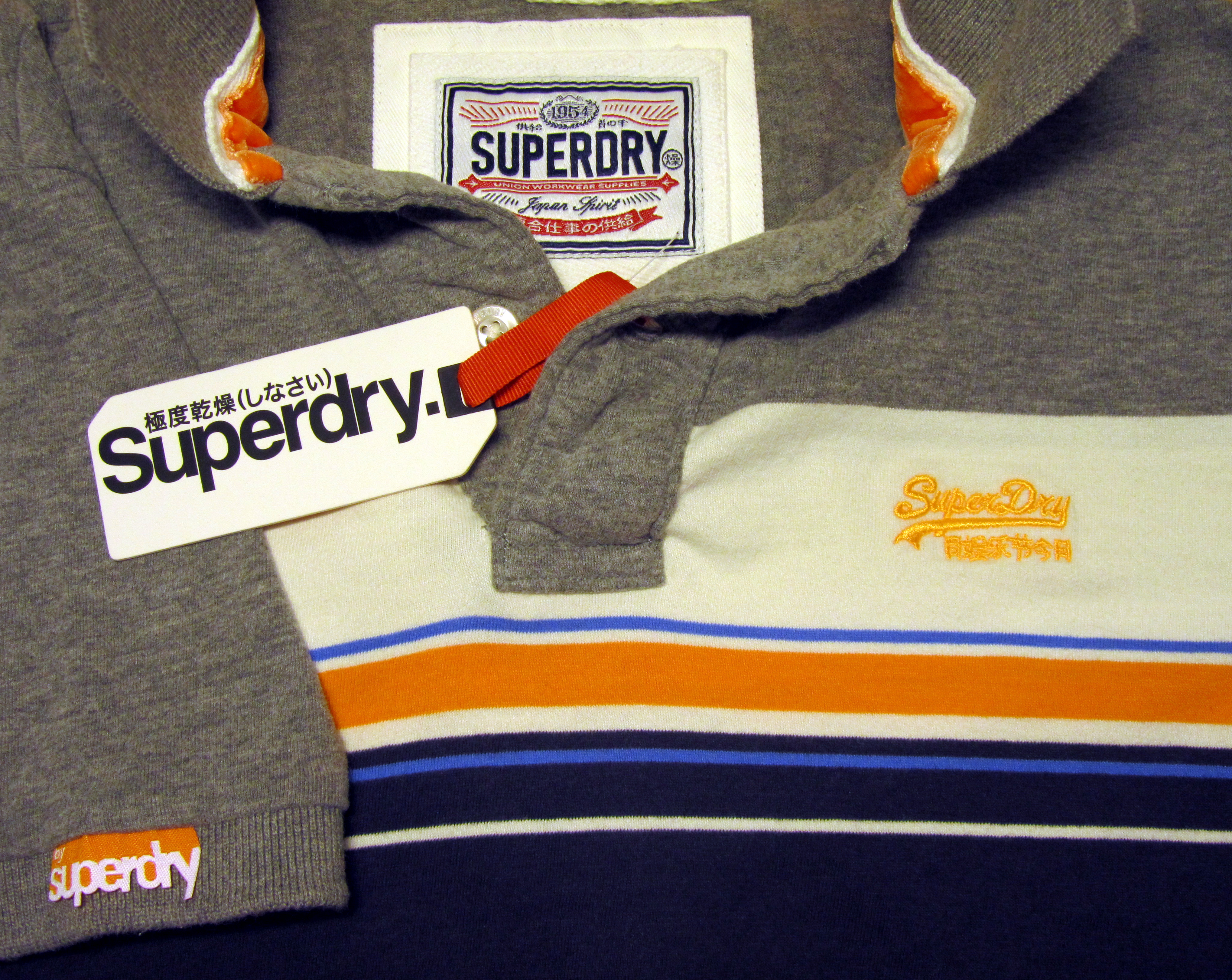
「極度乾燥（しなさい）」ブランド製品